# Miktoniscus oklahomensis
Miktoniscus oklahomensis là một loài chân đều trong họ Trichoniscidae. Loài này được Vandel miêu tả khoa học năm 1965.